# FN 303
El FN 303 es un arma antidisturbios semiautomática de letalidad reducida diseñada y fabricada por la empresa belga FN Herstal.
El FN 303 utiliza aire comprimido para disparar proyectiles desde un cargador de tambor de 15 rondas. Diseñado para incapacitar al objetivo a través de un traumatismo contundente sin causar lesiones críticas, se usa ampliamente para el control de disturbios y otros tipos de combate en los que se deben evitar las armas letales.
El FN 303 puede dispararse desde el hombro usando miras de hierro ajustables, o se puede montar en una configuración debajo del cañón en la mayoría de los rifles de asalto, cuando se quita su conjunto de stock (en esta configuración, se designa como M303 ). También viene con un riel Picatinny montado en la parte superior que puede adaptarse a la mayoría de los accesorios de armas comerciales, como miras telescópicas, miras láser y luces tácticas . FN comercializa su propio conjunto de accesorios para el lanzador, incluidos chalecos tácticos, eslingas, bolsas de transporte y compresores de gas. Es preciso a distancias de hasta 35 metros (38,3 yd) .
FN también produce una variante de pistola, la FN 303-P, del mismo calibre, utilizando un cargador de 7 rondas con un cartucho de gas autónomo.

## Historia
El FN 303 se basa en un proyecto de Monterey Bay Corporation designado como XM303. El equipo de desarrollo estaba formado por diseñadores e investigadores de dos empresas de diseño y fabricación relacionadas con el paintball incluida Airgun Designs. El prototipo se denominó UBTPS, Under Barrel Tactical Paintball System.
El diseño podría acoplarse a un rifle M16 y fue concebido como un sistema de armas menos letal, junto con un sistema de armas letales, proporcionando una amplia gama de capacidades de respuesta que estarían disponibles de inmediato. También se desarrolló una versión independiente.
El UBTPS también presentaba un cargador de cañón giratorio, lo que permitiría que una amplia gama de proyectiles diferentes estuvieran disponibles y seleccionables sin la necesidad de cambiar los cargadores.
También se desarrolló un proyectil ponderado con bismuto para proporcionar la masa necesaria, lo que permitiría que el UTPBS alcance los requisitos de rango de ataque.

## Munición
El FN 303 dispara un proyectiles esférico estabilizado. Según FN, el diseño estabilizado con aletas proporciona una mayor precisión que una ronda de paintball estándar. La mitad delantera de la esfera es un caparazón de bismuto granulado no tóxico, para evitar daños por penetración, está diseñado para fragmentarse con en el impacto. La mitad trasera de la esfera contiene una de varias cargas útiles líquidas codificadas por colores:
- Entrenamiento/Impacto (transparente):no tóxico con base de  glicol sin aditivos, utilizado para entrenamiento y cuando la picadura del impacto es el disuasivo preferido.
- Pintura permanente (amarilla): pintura polimérica a base de látex que se utiliza para marcar a los sospechosos para su posterior identificación.
- Pintura lavable (rosa): pigmento rosa fluorescente soluble en agua en base de glicol, similar al relleno de paintball estándar, que se utiliza para marcar a los sospechosos a corto plazo.
- Pimiento de oleorresina (naranja): base de glicol mezclado con 10% de OC (spray de pimienta) a 5 millones de SHU, utilizado para incapacitar a los objetivos.

## Seguridad
En octubre de 2004, en Boston, Massachusetts, durante una manifestación, Victoria Snelgrove fue alcanzada en el ojo por un proyectil FN 303 disparado por un miembro del Departamento de Policía de Boston (BPD), lo que provocó su muerte aproximadamente 12 horas después. Una autopsia descubrió que el perdigón abrió un agujero de 1,9 cm (tres cuartos de pulgada) en el hueso detrás del ojo, se rompió en nueve pedazos y el lado derecho de su cerebro resultó dañado. Pruebas posteriores del BPD indicaron que la precisión del FN 303 "disminuyó significativamente" después de aproximadamente 300 disparos. Esto fue corroborado circunstancialmente por el testimonio del oficial que disparó el arma, afirmando que estaba apuntando a un alborotador lanzando botellas y no sabía que un transeúnte había sido golpeado. En julio de 2006 se resolvió una demanda de muerte por negligencia de $ 15 millones contra la ciudad de Boston y FN Herstal En 2007, el BPD destruyó los FN 303 restantes, afirmando que eran más poderosos y letales de lo que se había anticipado.
Durante las protestas frente al edificio Arcelor, ciudad de Luxemburgo el 11 de mayo de 2009, la policía local utilizó el arma por primera vez. Un camarógrafo de RTL recibió un golpe en la mano y se rompió un dedo.
El 2 de junio de 2013, durante las protestas del parque Gezi en Ankara, Turquía, un manifestante resultó herido en la cara por una "bala de plástico", que luego se atribuyó al uso policial del FN 303.
Durante las manifestaciones del Día de la Independencia en Finlandia el 6 de diciembre de 2015, la policía utilizó el FN 303 contra los contramanifestantes y uno de ellos resultó herido en los ojos por fragmentos de proyectiles.
Un estudio de 2019 encontró que el rendimiento del FN 303 fue significativamente peor fuera de un entorno de laboratorio. Las condiciones operativas se simularon induciendo estrés fisiológico y psicológico y midiendo el cortisol salival; la precisión y la facilidad de uso informada fueron menores que las del grupo de control.

## Usuarios
- Argentina: Utilizado por la Policía de la Ciudad de Buenos Aires.
- Bélgica: Utilizad por el grupo antiterrorista DSU[17] Policía de Liège (PAB), Policía local de Amberes.[18]
- Bulgaria: En uso con las Fuerzas Terrestres y la Policía Militar.
- Georgia: En servicio con el Ministerio del Interior. Utilizado 2 veces como arma defensiva contra protestantes que entraron ilegalmente a una comisaría y una vez durante los disturbios de noviembre del 2007.[19]
- Finlandia: Usado por la Policía de Finlandia. Primera vez usado en la manifestación antirracista Vapaus pelissä el 6 de diciembre del 2015, hiriendo a una persona en el ojo.[20]
- Japón: Usado por algunos Equipos Especiales de Investigación, incluido el de la  Policía de la Prefectura de Aichi.
- Libia: Compró 2,000 lanzadores en 2009.[21]
- Luxemburgo: Unité Spéciale de la Police de la Policía del Gran Ducado.[22][23]
- Singapur: En uso por el escuadrón de tareas especiales de la Guardia Costera de la Policía[24] de Singapur y la unidas especializada SPEAR del servicio penitenciario de Singapur.[cita requerida]
- Turquía: Çevik Kuvvet de la Dirección General de Seguridad.[25]
- Estados Unidos: Usando por el Ejercitó de los Estados Unidos, la Marina de los EE.UU, el Cuerpo de Marines de EE.UU, la Guarda Costera de Estados Unidos, la Fuerza Aérea de Estados Unidos, la Oficina de Aduanas y Protección Fronteriza de Estados Unidos, la Oficina del Sheriff del Condado de Alameda,[26] y por la Oficina de la Policía de Portland.[27]